# Migmatit
Migmatity (z řeckého migma – směs) jsou přeměněné horniny složené ze dvou složek, granitové a rulové. Nejčastěji mívají podobu páskovaných rul. Vyskytují se při okrajích granitových intruzí nebo v zónách nejvyššího stupně přeměny (ultrametamorfismu), kde již začíná částečná anatexe (roztavení horniny). Vznikají tak, že z magmatu unikající plyny a horké roztoky vnikají po plochách břidličnatosti do přeměněných hornin. Po ochlazení se z nich vyloučí minerály živec a křemen, které vytvoří v tmavé hornině (substrátu) světlé proužky (metatekt). Minerálním složením jsou migmatity blízké pararulám, způsobem vzniku zase magmatickým horninám. Často mají podobu páskovaných rul, od kterých je makroskopicky často nelze rozlišit. Proto jsou v soustavě přeměněných hornin řazeny do zvláštní skupiny smíšených hornin.
Migmatit, jako hornina hybridního charakteru, tvoří hranici mezi přeměněnými a magmatickými horninami.
Pro migmatity se původně používalo několik různých označení. Termín migmatit poprvé použil finský petrolog J. J. Sederholm v roce 1907, který zkoumal migmatity v oblasti Baltského štítu v jižním Finsku.

## Vznik

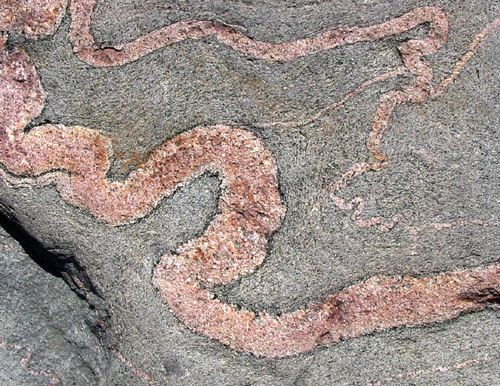
Ptygmatitická vrása v migmatitu

Migmatity vznikají procesem migmatitizace. Je to proces blízký metamorfní diferenciaci až částečnému natavení (anatexia). K těmto procesům dochází často na okrajích granitových intruzí nebo v zónách mobilizace a migrace látek při tektonických a metamorfních procesech. Tyto procesy se mohou různě kombinovat, přičemž může dojít ke vzniku různých druhů migmatitů.
Injekce zbytkových granitoidních (žulové, granodioritové nebo pegmatitové taveniny) roztoků mohou pronikat podél ploch břidličnatosti nebo příčných puklin krystalických břidlic a vznikají tak injekční migmatity, tvořící aureolu kolem plutonů. Po ochlazení z horkých roztoků vykrystalizují minerály živec a křemen, které vytvoří v tmavé hornině (označované jako paleosom, nebo substrát) světlé proužky (leukosom či metatekt). Tmavé pruhy s relikty minerálů původní horniny tvoří tzv. melanosom. Jednotlivé pruhy bývají zvrásněné. Granitové pruhy vznikají dílčím natavováním mateřské horniny při teplotách těsně pod bodem tání krystalických břidlic nebo rul.
Granitová tavenina, která se podílí na vzniku migmatitu může mít i metamorfní původ, pokud vzniká na místě selektivním tavením některých složek horniny. Nově vzniklá páskovaná textura nemusí být paralelní s metamorfní foliací původní horniny.
Na vzniku migmatitů se tedy mohou podílet:
- Injekce granitového magmatu vnikající do metamorfitů, které nabývají páskovaného vzhledu
- Granitové magma vznikající na místě selektivním tavením některých složek horniny
- Granitové vrstvičky vznikající metamorfní diferenciací tj. redistribucí minerálů rekrystalizací v pevném stavu
- Granitové vrstvičky, které vznikají selektivní metamorfózou (zatlačením) vrstviček původní horniny

## Dělení a označení migmatitů

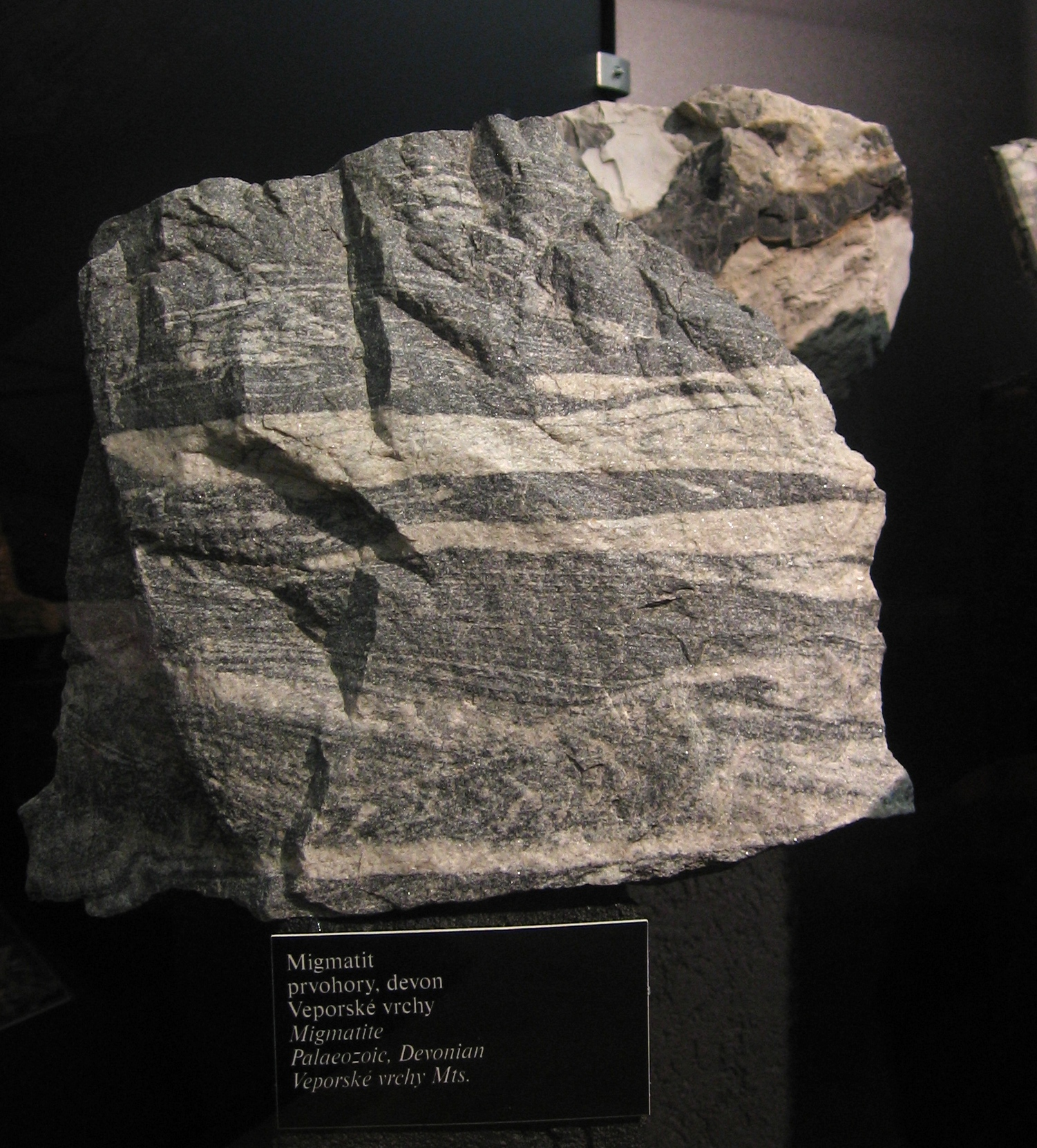
Migmatit z Veporských vrchů

Při výzkumu migmatitů bylo vytvořeno více druhů klasifikací. Podrobnější členění se opírá o formy a vztahy obou hlavních složek tj. pevné složky a mobilní fáze.
Hlavní typy migmatitů jsou:
1. Arterity – mají páskovanou texturu, tvořenou střídáním světlých poloh neosomu, složeného převážně z křemene, živců, a tmavých poloh paleosomu, které odpovídají původní pararulové hornině. Světlé polohy tvoří do pararuly injektovaná cizorodá granitoidní tavenina pronikající podle ploch břidličnatosti. Jejich tloušťka kolísá v rozmezí od 1 mm do několika decimetrů. Světlé a tmavé polohy jsou od sebe výrazně ohraničeny ostrými liniemi. Jsou podobné venitům, které se liší tím, že granitoidní materiál vznikl parciálním tavením původní horniny na místě.
2. Ptygmatity – mají světlé polohy neosomu detailně zvrásněné. Pro ptygmatické žilky je charakteristická rychlá změna tloušťky. Vznik ptygmatických žilek se vysvětluje deformací před jejich ztuhnutím, za plastického stavu horniny.
3. Agmatity (také merismitický migmatit) – je typ migmatitů, ve kterých injektovaná světlá složka (leukosom) tmelí brekciové úlomky původní horniny (amfibolitu, biotitických rul) a vytváří síť žil.[5]
4. Nebulity (také diatexity) – představují pokročilejší stadium migmatitizace než agmatity. V nebulitech tvoří původní substrát v luekosomu jen velmi málo výrazné tmavší šmouhy, skvrny, tvoří hranici mezi migmatity a granity anatexického původu (S-typ granitů).[4]
5. Stiktolity – představují velmi pokročilý stupeň migmatitizace, kde granitická složka výrazně převládá. Z původní metamorfovaných horniny se vyskytují už jen některé minerální relikty.

Podle textury se rozlišují také:
- Metatexity nebo stromatolitické migmatity, které mají ostré ohraničení světlých a tmavých pásů
- Oftalmitické migmatity mají okatě až čočkovou texturu.
- Merismitické migmatity

## Výskyt

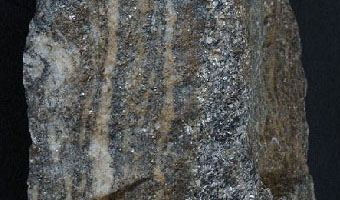
Migmatit z Bystré doliny v Nízkých Tatrách

Migmatity jsou časté v štítových oblastech prekambrického věku. Vyskytují se ve státě New York v USA, u města Kristiansand v jižním Norsku, východně od Stockholmu ve Švédsku či na více místech v jihovýchodním Finsku.

## Využití
Migmatity se, podobně jako ruly, využívají jako lomový kámen a k výrobě drceného kameniva. V oblastech, kde je možné těžit i větší bloky nepopraskaných hornin je lze využít jako dekorační kámen.